# بنو هلال (قبيلة)
بنو هلال قبيلة عربية هوازنية قيسية مضرية عدنانية. هاجر أغلب أفراد القبيلة من الجزيرة العربية إلى الشام ثم صعيد مصر ومنه انتقلوا إلى باقي شمال أفريقيا. بقي منهم فروع في شبه الجزيرة العربية.

## نسب القبيلة
يعود نسب بني هلال الى فرع قيس عيلان من مضر وهم :
- بنو هلال بن عامر بن صعصعة بن معاوية بن بكر بن هوازن بن منصور بن عكرمة بن خصفة بن قيس عيلان بن مضر بن نزار بن معد بن عدنان.[1][2]

## قبائل متشابهة في الاسم
يشترك بنو هلال أصحاب التغريبة مع عدة قبائل في الاسم ومنها:
- بنو هلال بن عمر بن جشم بن عوف بن النخع من مذحج
- من قبائل خندف:
  - بنو هلال بن عمرو بن عامر من بني حطيط بن زيد بن عمرو بن معاوية بن تميم بن سعد بن هذيل بن مدركة بن إلياس بن مضر بن نزار بن معد بن عدنان.
  - بنو هلال بن عبد مناة بن كنانة بن خزيمة بن مدركة بن إلياس بن مضر بن نزار بن معد بن عدنان.
  - بنو هلال بن معيط من قبيلة كنانة بن خزيمة بن مدركة بن إلياس بن مضر بن نزار بن معد بن عدنان.[3]
- بنو هلال بن عامر بن ربيعة بن ثعلبة بن سعد بن ضبة من قضاعة
- بنو هلال بن ربيعة بن زيد بن عامر بن سعد بن الخزرج بن تميم الله بن النمر بن قاسط من ربيعة.
- بنو هلال بن مالك بن قسر البجلي من أنمار.

## تاريخهم
كان بنو هلال، المنتمون إلى العرب العدنانية (عرب الشمال) في نزاع دائم مع العرب القحطانية بحكم تجاور الفريقين في نجد وسط الجزيرة العربية واختلافهم على الأرض والكلأ، مما جعل عصبيتهم متأججة على الدوام. دخلوا الحياة السياسية بمشاركتهم في ثورة القرامطة في شمال شرق الجزيرة ضد الخلافة العباسية، ولجأوا إلى الفاطميين طمعاً في النصرة وتقويضاً لدعائم الإقطاعية العباسية التركية، وطمعا في إقطاعهم أرضاً في مصر. ألحقت مشاركتهم في تلك الثورة ضررا بالدعوة الإسماعيلية بتجاوزاتها وفوضاها، وهو أدّى بالفاطميين إلى تجميع تلك القبائل في منطقة الصعيد وإخضاعهم للإقامة الجبرية.
تجمع المصادر التاريخية على أنّ الوجود الهلالي في الشمال الأفريقي كان عقوبة من قبل الخليفة الفاطمي المستنصر بالله لأمير بني زيري المعز بن باديس بعد تمرد هذا الأخير على الخلافة الفاطمية. أباح المسؤولون الفاطميون لبني هلال عبور النيل، الأمر الذي كان ممنوعاً في السابق، فشجعوهم ب«فروة ودينار لمن جاز».
لجأ أمراء دول الغرب الإسلامي، من مرابطين وموحدين ومرينيين وزيانيين وحفصيين وغيرهم، انطلاقا من أواسط القرن الخامس الهجري/الحادي عشر ميلادي، إلى بني هلال ليتكلفوا بالحماية والجباية، وكان يوجد إطار قانوني لهذا الغرض، منذ أن أقطع الخليفة الفاطمي سنة 441 هـ 1049 م أرض أفريقيا لرؤساء الهلاليين. هذا الإقطاع كان يعني تفويضا من السلطة، مكنهم من استغلال الأرض الفلاحية وجباية الأعشار وفوائد الرعي وقبض الرسوم التي تؤدى على الأبواب والممرات والقناطر والأسواق وغيرها. مقابل هذه الامتيازات تحمل الهلاليون مسؤولية الدفاع ومحاربة كل من عادى السلطان داخل أو خارج الحدود، وإرغام السكان على دفع ما بذمتهم للخزينة العامة.

## صراعات
تسببت الصراعات الطويلة بين القبائل العدنانية القيسية والقبائل اليمانية في إضعاف وإسقاط العديد من الدول والممالك الإسلامية لا سيما دولة بني أمية وإمارات الأندلس. وقد ساهمت قبيلة بني هلال في كل هذه الصراعات إلى أن انتهى بها الحال كمؤيد للقرامطة وهي حركة باطنية ارتكبت العديد من الفظائع لا سيما في إقليم البحرين (شرق الجزيرة العربية) والحجاز ونجد. والحقيقة أن تأييد قبائل بني هلال وغيرهم من القبائل لحركة القرامطة لم يكن نابعًا من منطلق عقائدي، فهم لم يكن يهمهم كبدو أي مسألة عقائدية ويكفي أن يصلي أحدهم ليعتبر تقيا وملتزما.

## تغريبة بني هلال
هجرة بني هلال من أشهر الهجرات العربية إلى شمال أفريقيا. حدثت في القرن الحادي عشر ميلادي، وتعرف بالهجرة الهلالية في التراث الشعبي العربي، فيما يصفها ابن خلدون بانتقال العرب إلى أفريقيا، وهي مبالغة منه. وتعرف كذلك «بالهجرة القيسية» نسبة إلى أن أغلب القبائل المهاجرة تندرج تحت الفرع القيسي من العرب العدنانية كونهم ينتمون الى قيس عيلان.
وبالرغم أن بني هلال وبني سليم شكلوا أكبر القبائل المهاجرة إلا أنها ضمت فروعا كثيرة من قبيلة هوازن ، وقبائل قيسية أخرى مثل فزارة وأشجع وعبس وعدوان وفهم، وقبائل خندفية مثل هذيل وكنانة وتميم، وقبائل من ربيعة مثل عنزة، وقبائل من قضاعة مثل جهينة وبلي وقبائل قحطانية مثل جذام وكندة ومذحج.
كان بنو هلال وبنو سليم ومن جاء معهم من القبائل يقيمون في المنطقة الممتدة بين الطائف ومكة، وبين المدينة ونجد، وشاركوا في الفتوح العربية الإسلامية، إلا أنهم احتفظوا بثقلهم وطابعهم البدوي في الجزيرة العربية حتى تاريخ هجرتهم سنة 440 هـ. استقرت هذه القبائل في شمال أفريقيا، وشاركت هذه القبائل في الحروب والفتوح والصراعات السياسية والعسكرية التي قامت في المنطقة وفي حوض المتوسط، وكان لها أثر الحاسم في تعريب شمال أفريقيا.

## مواطنهم قبل التغريبة
تعددت مواطن هذه القبائل عبر التاريخ فكانت لها مواطن في شبه الجزيرة العربية في الجاهلية ثم مواطن أخرى بعد ظهور الإسلام. وهكذا أثرت الأحداث والتحولات التي عرفتها جزيرة العرب والعالم الإسلامي في تغير مواطنها، كما أثرت تلك التحولات على الخريطة البشرية في مناطق متعددة من البلدان التي وصلها الفتح الإسلامي. وأول ما يعرف عن مواطن تلك القبائل وتجمع المصادر أنها كانت تقطن الجزيرة العربية ثم هجرتها إلى الشام والعراق ومصر، ومنها انتقلت تلك القبائل العربية إلى المغرب. وقد كان بنو هلال وبنو سليم مقيمين قبل ظهور الإسلام في نجد، وهذه المنطقة كثيرة الأودية والهضاب، وعرفت باعتدال مناخها وندرة أمطارها. وعن تلك المواطن يتحدث ابن خلدون:
| بنو هلال (قبيلة) | كانت بطون هلال وسليم من مصر لم يزالوا بادين منذ الدولة العباسية، وكانوا أحياء ناجعة بمجالاتهم من فقر الحجاز بنجد: فبنو سليم مما يلي المدينة وبنو هلال في جبل غزوان عند الطائف وربما كانوا يطوفون رحلة الصيف والشتاء أطراف العراق والشام. | بنو هلال (قبيلة) |

وكانت القبائل الهلالية في أغلبها قبائل بدوية ظاعنة وتنتقل ما بين البصرة ومكة من ناحية، وما بين مكة ويثرب من ناحية أخرى ومن المعلوم عنها أنها كانت تدين بالوثنية مثل بني هلال وبني سليم، فبنو هلال يعبدون صنم ذو الخلصة مع خثعم وبجيلة.
وقد كان بنو سليم "يسكنون عالية نجد قرب خيبر، وفي حرّة بني سليم. ويقول البعض بأن لسليم وهلال مواطن في العراق، ومن ذلك أن مجموعة منهم اتخذوا لهم محلة بوادي الكوفة حوالي 120 هـ وكان هذا المكان يعرف بمسجد بني هلال، كما استوطن بنو هلال في نواحي حلب والموصل، ونزلوا المنازل التي كانت قبلهم لربيعة وكهلان. "أما في مصر فإن صاحب الخراج فيها استقدم إلى الجوف الشرقي أيام هشام بن عبد الملك الأموي عام 109 هـ أبياتا قيسية من بني نصر وعامر بن صعصعة وغيرهم من بطون هوازن". ويذكر المقريزي هذا المنحى عندما يقول:
| بنو هلال (قبيلة) | أن عبيد الله بن الحبحاب لما ولاه هشام مصر قال: "ما أرى لقيس فيها حظا إلا لناس من جديلة وفهم فيهم وعدنان" فكتب إلى هشام: "أن أمير المؤمنين أطال الله بقاءه قد شرف هذا الحي من قيس ونعشهم ورفع من ذكرهم وأني قدمت مصر فلم أر لهم فيها حظا إلا أبياتا من فهم، وفيها كور ليس فيها أحد وليس يضر بأهلها نزولهم معهم ولا يكسر خراجا وهو بلبيس فإن رأي أمير المؤمنين أن ينزلها هذا الحي من قيس فليفعل" فكتب إلى هشام: "أنت وذلك" فبعث إلى البادية فقدم عليه مائة أهل بيت من بني نضر ومائة أهل بيت من بني سليم فأنزلهم بلبيس وأمرهم بالزرع". | بنو هلال (قبيلة) |

وكان ذلك في بداية القرن الثاني للهجرة، واستيطان هذه المجموعات انعكس على المجموعات الأخرى التي بقيت قابعة في الجزيرة حيث كانت تشكو شظف العيش، وذلك ما دفع هذه الأخيرة إلى مغادرة البادية، والهجرة إلى مصر للاستيطان بالقرب من القبائل الأخرى.

#### المرحلة الثالثة لتاريخ بني هلال
في المرحلة الثالثة من تاريخ بني هلال وبني سليم انتشرت هذه القبائل القيسية في كل من الشام والعراق والجزيرة العربية ومصر، حيث أحدثوا اضطرابات متكررة ولا سيما إبان حكم الدولتين العباسية والفاطمية، مما دفع بعض الخلفاء إلى مراقبتها ومقاومتها.
وعن عملية الإغارة التي تقوم بها القبائل من حين لآخر ولا سيما بني سليم الذين "ربما كانوا يطوفون رحلة الصيف والشتاء أطراف العراق والشام، فيغيرون على الضواحي ويفسدون السابلة، وربما أغارت بنو سليم على الحج أيام الموسم في مكة والزيارة بالمدينة"، ولقد بلغ الحذر والتخوف من هذه القبائل درجة جعلت الخليفة المنصور يوصي ولده وخليفته المهدي على ألا يستعين برجل من بني سليم ولا يقربه إليه".
ولئن تركزت أنظار ابن خلدون على الجوانب السلبية «لمسلكية» قبائل بني هلال وبني سليم، إلا أن الواقع الذي كانت عليه تلك القبائل وخاصة الظروف القاسية التي كانت تمر بها في كل مرحلة من مراحل الهجرة، بالإضافة إلى الحصار الاقتصادي الذي كان يضرب عليهم من طرف الحكام، ومنها الحصار الذي كان قد فرض عليهم في مكة من طرف الشريف بن هاشم أمير مكة الذي طلب الزواج من الجازية فرضيت هذه الأخيرة بالزواج رغم عيوبه في سبيل فك الحصار الاقتصادي عن أهلها.
كانت ظروف الحياة الصعبة تجعل القبائل في تنقل مستمر، فبنو سليم كانت لهم تنقلات واسعة النطاق مع ماشيتهم في صحاري الحجاز بحثا عن مراعي لأغنامهم وكثيرا ما يصلون إلى حدود العراق والشام. وكانت لسليم وهلال محلات في حواضر العراق، إذ استقر بعضهم في نجد ولم يغادروها فظلوا هناك حتى القرن الرابع الهجري.
عمل الخلفاء العباسيون على التصدي لهذه القبائل بجيشهم النظامي وأسر عدد كبير من أبناء القبائل عقابا على تمردهم وعلى نهب القوافل والحجاج وأهل المدينة. وبرغم تشدد بني العباس ضد القبائل إلا أن ذلك لم يمنع أولئك الأعراب من مواصلة العنف والتطاول على الناس طوال القرن الرابع للهجرة. ولعل انضمام الهلاليين والسلميين للحركة العلوية في القرن الأولى ومناصرتهم في القرنين الثالث والرابع للقرامطة يعبر أحسن تعبير عن نزعة العنف والتمرد لديهم.[بحاجة لمصدر]

## مواطنهم بعد التغريبة
موطن القبائل بعد التغريبة ذكر بعض المؤرخين أن عكاظ لبني هلال، وإن كان ذاك المكان موطن لهوازن سابقا ثم صار لبني هلال ويحتمل أنهم نزلوه عند انتشارهم وقوتهم ولا سيما في القرنين الثالث والرابع الهجريين.
كما كانت لبني هلال مواطن في جنوب الجزيرة مثل جبل عفف ووادي حلية وأهل البرك ـ الأخرش ـ آل مسحر ـ أم جمعة، وكانت لهم مواطن شرق الجزيرة وعمان، و«أن من بني هلال الجبور كان لهم شأن في عمان وكانوا يشنون الغارات على عمان في العصور القديمة ويثيرون الشر بين قبائلها خصوصا أطراف البريمي والظاهرة وما حواليها».
والباقي في بيشة من بنو هلال الشعثة وبنو ناشر النواشر من قبائل معاوية والمحلف في بيشة، ام شعثه وناشرة؛ قريظة بنت عمرو بن مرّة بن صعصعة جدها مرّة بن صعصعة (بني سلول) يسكنون نمران، الحرف، الحيفة، صوفان وقد تخثعموا في حلف بن خثعم.
من مواطن بني هلال في صعيد مصر مثل قرية بني هلال بالقوصية اسيوط وقرية المساعيد الغربية حيث يسكن فيها بني هلال (بيت أبو هلالي في نجع أبو هلالي). وقرى بني هلال (محافظة أسيوط) وبني هلال (محافظة سوهاج) وبني هلال (محافظة الشرقية) وبني هلال (محافظة الدقهلية) وبني هلال (محافظة البحيرة) وكفر هلال (محافظة المنوفية). وتغريبة بني هلال أو السيرة الهلالية متداولة في التراث الشعبي المصري. وقد أثرت اللهجة الهلالية في اللهجة العامية المتداولة في مصر والمغرب العربي.
وعن مواطن بني هلال بعد التغريبة في السودان فإننا نعلم «أن السلطان البرنو (في السودان الغربي) بعث إلى سلطان المماليك في مصر يشكو اجتياح أعراب جذام وغيرهم لبلاده وإفسادهم فيها ويطلب معاقبتهم»، ونستشف من خلال هذه الاستشهاد أن بني هلال وصلوا إلى السودان بل أنهم تدفقوا شرقا حوالي سنة 794 للهجرة حتى شمال دارفور. أما عن الوجود الهلالي في غرب السودان فإنه يظهر أكثر وضوحا إذ أن معظم الروايات الشعبية في غرب السودان للسيرة تكاد تتفق على أن الهلاليين دخلوا السودان قادمين من الجزيرة العربية، ومن ذلك عبروا النيل الأبيض واتجهوا إلى غرب السودان، ثم واصلوا رحلتهم إلى بلاد تونس لمحاربة المغاربة، وقد تكون الهجرة الهلالية إلى السودان من اختلاق الروايات الشعبية لتبين أن الهجرة الهلالية إلى تونس كانت من السودان وليست من مصر، أما في شرق السودان فلا يوجد ما ينسب إلى الهلاليين. وعن مواطن بني هلال وبني سليم بعد التغريبة، وحسب ما هو مكتوب لدينا فإن برقة تعد مساكن لبني سليم، ويؤكد لنا ابن خلدون ذلك عندما يقول:
| بنو هلال (قبيلة) | وأقامت هيب من سليم وأحلافها رواحة وناصرة وعميرة بأرض برقة" وهي حسب ابن خلدون وغيره المنطقة الممتدة من لبدة 120 ك شرق طرابلس وحتى السلوم شرق الإسكندرية وحتى زويلة جنوب مدينة سبها" "و اقامت فروع ذباب وزغب وعوف وناصرة والشريد وفي المنطقة الممتدة من غرب برقة وحتى إفريقية (تونس) إلى زويلة جنوبا. | بنو هلال (قبيلة) |

فيما انتشر الثقل الأكبر للقبائل الهوازنية «الهلالية» من وسط وغرب تونس إلى وسط وجنوب الجزائر لتصل حتى وسط المغرب الأقصى.

## الشعر
خلقت تغريبتهم وحروبهم الطاحنة مع الزناتي حاكم تونس من الأشعار والقصائد ما يشيب له الرأس فقد بلغت أبيات الشعر ما يقارب المليون بيت تعرف بتغريبة بني هلال.

## أعلام من بني هلال
- شيخ المجاهدين عمر المختار
- الأمير حسن بن سرحان الدريدي الهلالي أمير بني هلال وقت التغريبة وأخ الجازية بنت سرحان.
- أبو زيد الهلالي
- ذياب بن غانم
- الأشتر الهلالي
- الشريف بوشوشة
- الضحاك بن مزاحم
- الناصر بن شهرة
- تقي الدين الهلالي
- زينب بنت خزيمة أم المؤمنين
- سفيان بن عيينة
- سيباء بنت النجم الهلالية شاعرة
- عبد الله بن كريو
- لبابة الصغرى والدة خالد بن الوليد وأخت أم المؤمنين ميمونة بنت الحارث
- لبابة الكبرى زوجة العباس بن المطلب ووالدة ابن عباس
- أم المؤمنين ميمونة بنت الحارث
- الجازية الهلالية

## وصلات خارجية
- قبــائل هـلال